# Liste der Bodendenkmale in Laußig
In der Liste der Bodendenkmale in Laußig sind die Bodendenkmale der Gemeinde Laußig und ihrer Ortsteile nach dem Stand der Auflistung von Klaus Kroitzsch und Harald Quietzsch aus dem Jahr 1984 aufgelistet. Eventuelle Änderungen und Ergänzungen, insbesondere aus der Zeit nach der Wende, sind nicht berücksichtigt, da für Sachsen aktuell keine neueren allgemein zugänglichen Bodendenkmallisten vorliegen. Die Baudenkmale sind in der Liste der Kulturdenkmale in Laußig aufgeführt.
| Denkmal-ID | Fundart             | Ortsteil   | Bezeichnung                     | Zeitstellung | Lage | Bemerkungen | Bild |
| ---------- | ------------------- | ---------- | ------------------------------- | ------------ | --- | --- | ---- |
| ?          | Grabmal > Grabhügel | Durchwehna | 11 Hügelgräber                  | Bronzezeit   | südlich des Orts im Tieglitz, Forstrevier Görschlitz Abteilungen 546 und 547, beiderseits des C-Wegs, südlich der Kreuzung mit dem Mühlläufer | Hügel mit bis zu 40 m Durchmesser und bis zu 4 m Höhe, Schutz seit 1. November 1957                                     |      |
| ?          | Grabmal > Grabhügel | Durchwehna | Gruppe von über 20 Hügelgräbern | Bronzezeit   | südwestlich des Orts im Tieglitz, Forstrevier Görschlitz Abteilung 556, südwestlich des Mühlläufers                                           | meist kleine flache Hügel, vier größere mit bis zu 25 m Durchmesser und bis zu 1,8 m Höhe, Schutz seit 1. November 1957 |      |
| ?          | Grabmal > Grabhügel | Durchwehna | Gruppe von noch 10 Hügelgräbern | Bronzezeit   | südsüdwestlich des Orts im Tieglitz, Forstrevier Görschlitz Abteilungen 554, 555 und 556, Bereich der Kreuzung von E- und Q-Weg               | unterschiedlich große, meist flache Hügel, Schutz seit 1. November 1957                                                 |      |
| ?          | Grabmal > Grabhügel | Durchwehna | Hügelgrab                       | Bronzezeit   | südsüdwestlich des Orts im Tieglitz, Forstrevier Görschlitz Abteilung 548, südlich des Feuerwegs                                              | verflachter Hügel mit ca. 40 m Durchmesser, Schutz seit 1. November 1957                                                |      |
| ?          | Befestigung > Burg  | Gruna      | Wasserburg                      | Mittelalter  | westlicher Ortsrand, Gutsbereich | überbaut und verändert, hufeisenförmiger Graben erhalten, Schutz seit 1. November 1957                                  |      |
| ?          | Grabmal > Grabhügel | Pressel    | Mindestens 6 Hügelgräber        | Bronzezeit   | westlich des Orts im Betreuungswald, südlich der Straße                                                                                       | Schutz seit 20. November 1974                                                                                           |      |
| ?          | Grabmal > Grabhügel | Pressel    | Gruppe von 4 Hügelgräbern       | Bronzezeit   | östlich des Orts in der Feldflur und am Rand desBetreuungswalds, südlich der Straße                                                           | Schutz seit 20. November 1974                                                                                           |      |